# 南崁廟口
南崁廟口，簡稱為廟口，是台灣桃園市蘆竹區的一個傳統地域名稱，位於該區東北半葉的東南部。相較於今日行政區，其範圍大致包括瓦窯里、福祿里、中山里、五福里、長壽里、吉祥里、羊稠里、營福里、營盤里西南半部不含西南端凸出部分的西北側、山鼻里不含東部、內厝里最東端。
本地區西南部已發展成為南崁市區的一部分。

## 歷史
台灣清治末期至日治前期，南崁廟口地區為一街庄，稱為「南崁廟口庄」，隸屬於桃澗堡。該庄北及東北與坑仔外庄為鄰，東與坑仔口庄為鄰，東南邊及南邊為南崁頂庄，西南邊為南崁下庄，西邊為南崁內厝庄。
1901年（日治明治三十四年）11月，全台廢縣廳改設二十廳，該庄隸屬於桃仔園廳。1903年（明治三十六年），改名桃園廳。1909年（明治四十二年）10月，合併二十廳為十二廳，該庄隸屬不變。1920年（大正九年），該庄改制並改名為「南崁廟口」大字，隸屬於新竹州桃園郡蘆竹庄，大字下有「營盤坑」、「羊稠坑」、「山鼻子」、「廟口」、「蕃子厝」小字名。
戰後蘆竹庄改制為蘆竹鄉，隸屬於新竹縣，大字亦改制為村。1950年桃、竹、苗分治，蘆竹鄉改隸屬於桃園縣。2014年12月桃園縣升格為直轄桃園市，蘆竹鄉改制為蘆竹區，村亦改制為里。

## 旅遊

### 文化資產

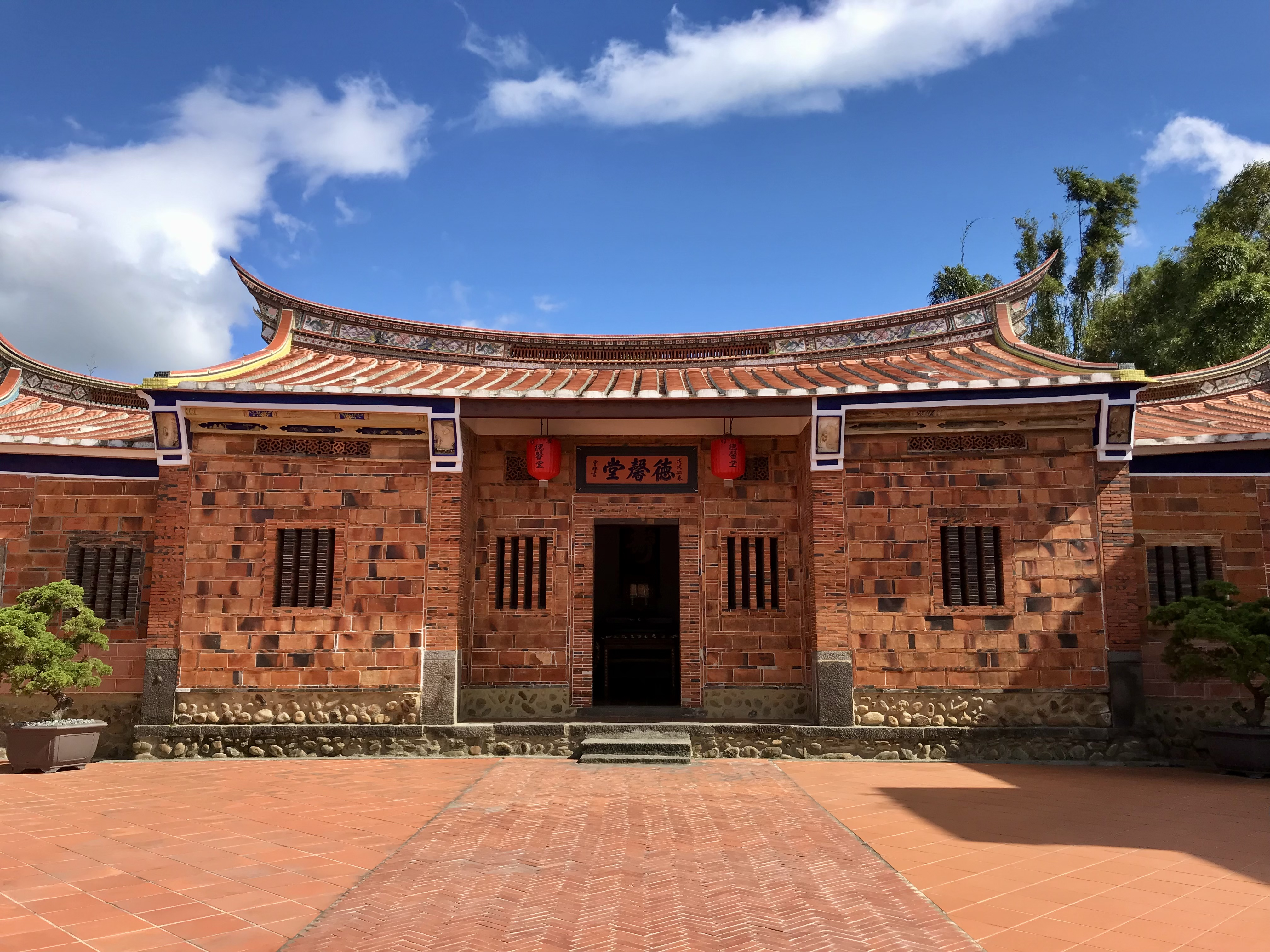
蘆竹德馨堂

- 蘆竹五福宮（市定古蹟，五福路1號，1924年）
- 蘆竹德馨堂（市定古蹟，南山路三段92號，1898年）
- 前內政部北區兒童之家院長宿舍（市定古蹟，吉林路34號，1980年）
- 前內政部北區兒童之家宿舍群（歷史建築，長春路5巷1號、吉林路36、38、40、42、44、46號，1980年）

## 聚落
本地區發展較早的聚落有瓦磘仔、廟口、廟後、羊稠坑、營盤口、營盤坑、蕃仔厝、山鼻仔、田心仔等，在日治期初期的官方地圖上已有記載。

## 交通
省道台4線（南崁路二段）是竹圍到石門的幹道，大致以西北—東南走向轉北北西—南南東走向經過南崁廟口地區西南端邊界外不遠處。由該道路向西北轉北北西可前往桃園國際機場後門、竹圍地區北部並止於省道台15線路口，向南南東可前往南崁市區、桃園、八德等地。
區道桃2線（長榮路、六福路、六福一路）是南崁工業區至南勢角的道路，大致以西南西—東北東走向轉西南—東北走向再轉橫向蜿蜒經過本地區中部偏南地帶。由該道路向西南西轉西南可前往南崁工業區並止於省道台4線路口，向東可前往坑子地區的赤塗崎、南勢角並止於桃園市、新北市邊界，續行接新北市區道北121線。
區道桃3線（南山路三段、南山路一段）是後壁厝至南崁的道路，先以縱向經過本地區西北部凸出部分，再以縱向轉南南東再轉南南西經過本地區西南部凸出部分。由該道路向北可前往山腳、後壁厝、大坑並止於區道桃1線路口，向南南西可前往南崁市區並止於省道台4線路口。

## 學校
- 南崁高中
- 南崁國中
- 南崁國小

## 運動休閒
- 統帥高爾夫球場（小部分）